# Димитриос Клеанти Димитриадис
Димитриос (Димитрис, Мимис) Клеанти Димитриадис (на гръцки: Δημήτριος, Δημήτρης, Μίμης Κλεάνθη Δημητριάδης) е гръцки политик от Коалицията на радикалната левица (СИРИЗА), депутат в Гръцкия парламент прези януари и септември 2015 година.

## Биография
Роден е през 1961 година. Завършва училището по счетоводство в Солунския образователен институт „Александърос“.
След падането на диктатурата в Гърция, става член на комунистическия младежки съюз „Ригас Фереос“. След това се присъединява към Коалицията на левицата, движенията и екологията, а след това към СИРИЗА и е регионален координатор на СИРИЗА за Западна Македония. Член е на Гражданското движение на Еордеа.
Димитриадис е избран от СИРИЗА за депутат от избирателен район Кожани на изборите през януари и септември 2015 година.